# Moissac-Vallée-Française

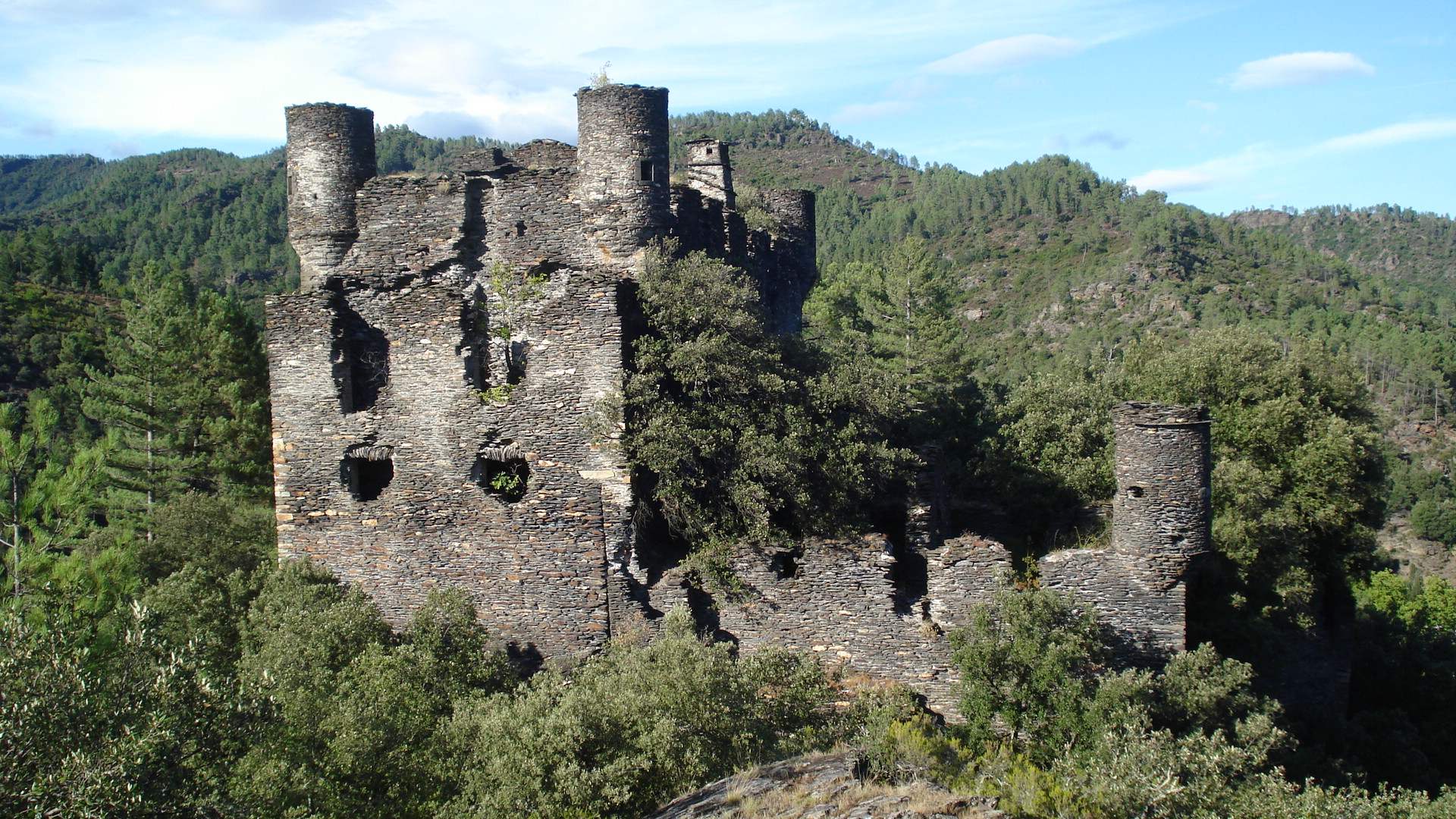
Kasteel

Moissac-Vallée-Française is een gemeente in het Franse departement Lozère (regio Occitanie) en telt 228 inwoners (1999). De plaats maakt deel uit van het arrondissement Florac.

## Geografie
De oppervlakte van Moissac-Vallée-Française bedraagt 25,4 km², de bevolkingsdichtheid is 9,0 inwoners per km².
De onderstaande kaart toont de ligging van Moissac-Vallée-Française met de belangrijkste infrastructuur en aangrenzende gemeenten.

## Demografie
Onderstaande figuur toont het verloop van het inwonertal (bron: INSEE-tellingen).

1. ↑  Populations de référence 2022.